# Svart stenskvätta
Svart stenskvätta (Oenanthe leucura) är en tätting som liksom övriga stenskvättor numera förs till familjen flugsnappare från att tidigare behandlats som små trastar. Den förekommer i nordvästra Afrika samt på Iberiska halvön. Arten är fåtalig och minskar i antal, men beståndet anses ändå vara livskraftigt. 

## Utseende
Svart stenskvätta är en relativt stor stenskvätta, 16–18 centimeter lång. Hanen är helsvart med undantag av vit undergump och huvudsakligen vit stjärt. Den liknande arten vitkronad stenskvätta som delar utbredning med svart stenskvätta i Nordafrika har vanligtvis vit krona, dock inte ungfåglar. Dessa har dock enbart svart i mitten av stjärten, medan svart stenskvätta har den för de flesta stenskvättor typiska T-teckningen på stjärten. Hona svart stenskvätta liknar hanen men är mörkbrun snarare än svart.

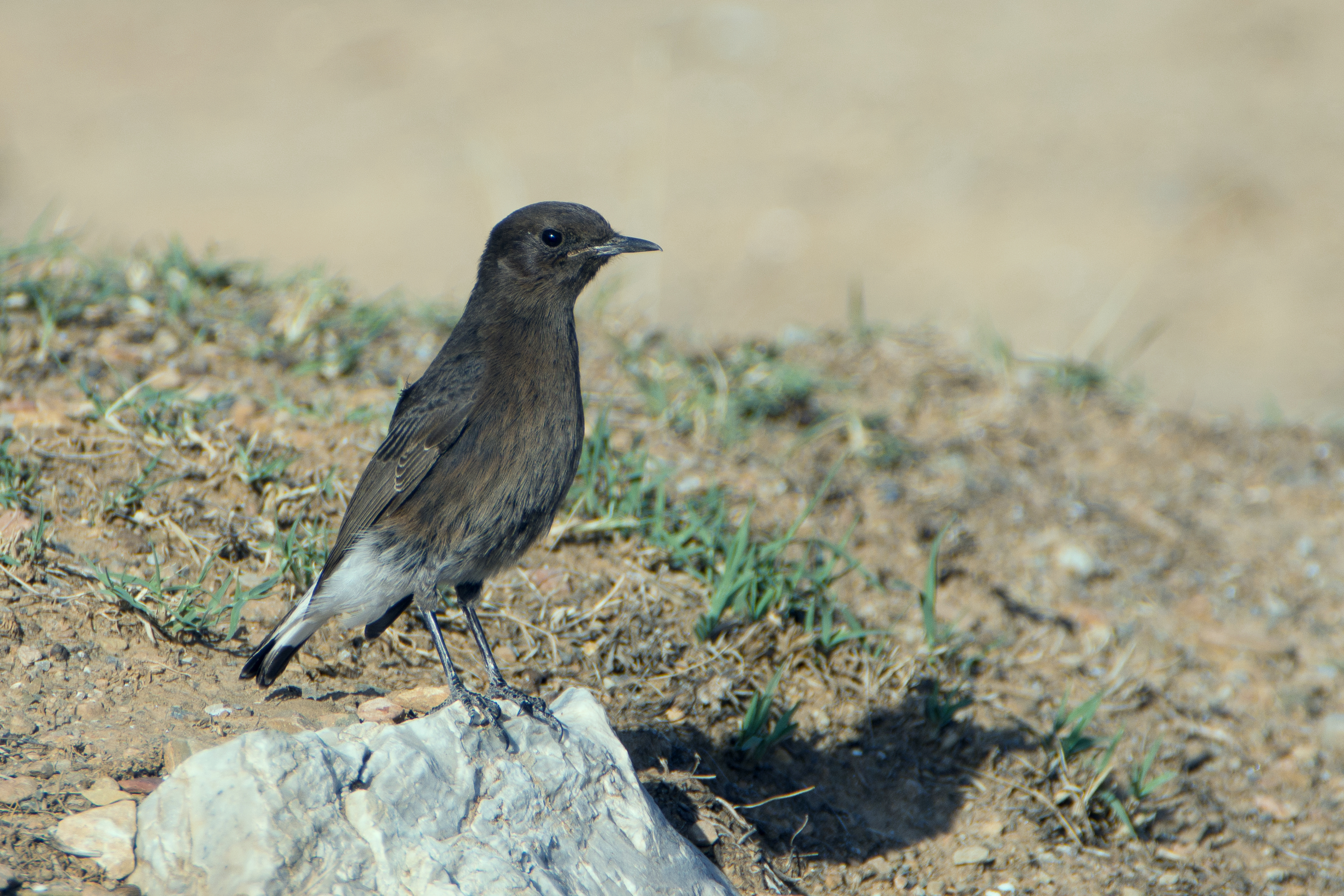
Hona.

## Läten
Svarta stenskvättans sång består av kvittriga och rätt djupa, trastlika strofer. Bland läten hörs visslande "pyup", smackande "tjett-tjett" och rullande "tjerrr".

## Utbredning och systematik
Svart stenskvätta förekommer på Iberiska halvön och i nordvästra Afrika. Den delas in i två underarter med följande utbredning:
- Oenanthe leucura leucura – förekommer i Spanien och Portugal
- Oenanthe leucura riggenbachi – förekommer i nordvästra Afrika

Svart stenskvätta är i huvudsak stannfågel och mycket sällsynt utanför sitt utbredningsområde med endast enstaka fynd. Exempelvis gjordes första fyndet i Frankrike först i maj 2017. Det föreligger också ett fynd från Italien 2009 och ett från Niedersachsen i Tyskland 1976.

### Familjetillhörighet
Stenskvättorna ansågs fram tills nyligen liksom bland andra buskskvättor, stentrastar, rödstjärtar vara små trastar. DNA-studier visar dock att de är marklevande flugsnappare (Muscicapidae) och förs därför numera till den familjen.

## Ekologi

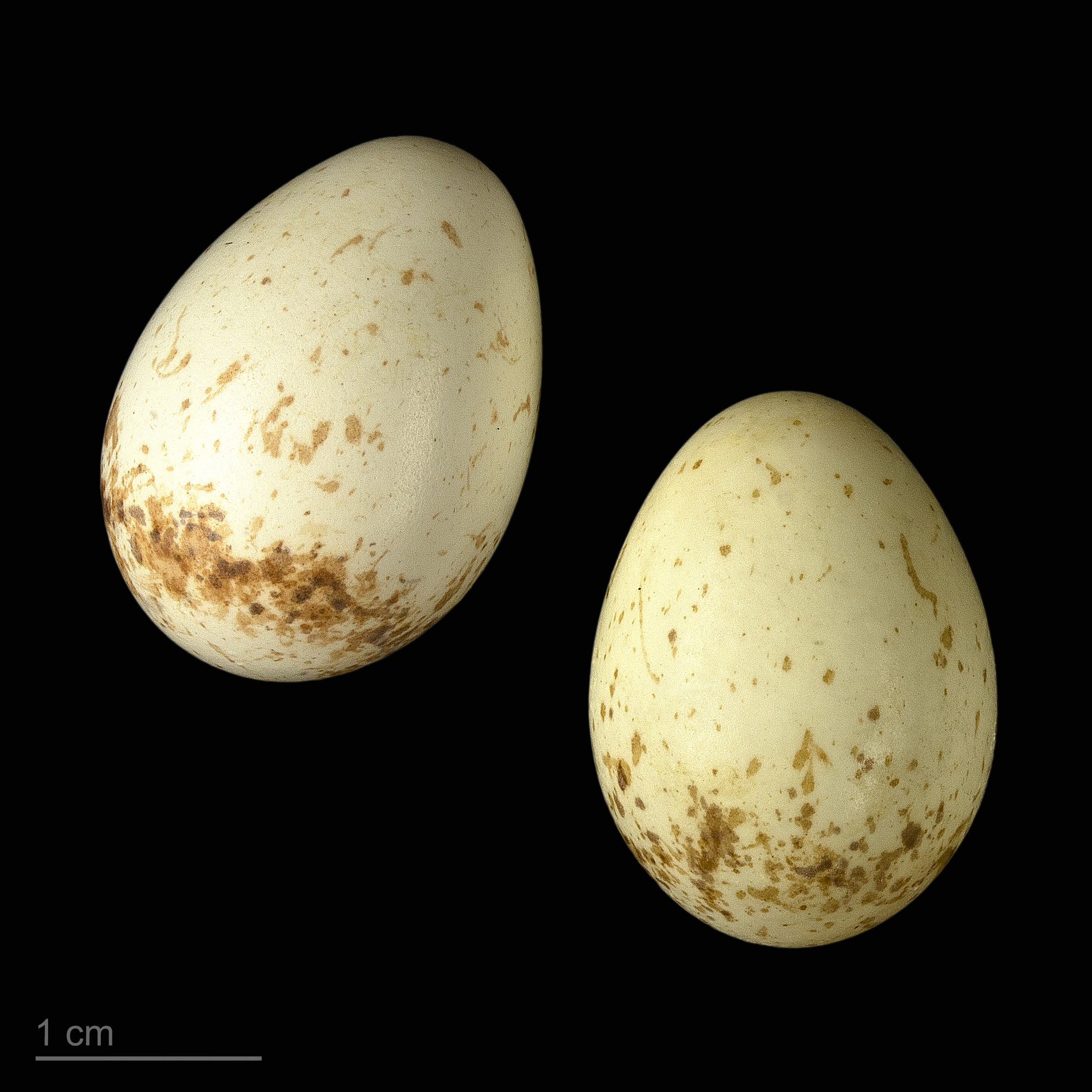
Oenanthe leucura syenitica

Svart stenskvätta trivs i klippigt och torrt landskap med klippväggar och stenblock. Den ses i raviner, steniga sluttningar, havsklippor och ruiner i områden med spridda träd eller i halvöken. Häckningsperioden är januari till juni i Nordafrika, från mitten av februari i Spanien och från mitten av april i Pyrenéerna. Tre till fem ägg läggs i en grässkål placerad under en sten eller tuva eller i ett hål i en klippa. Fågeln lever främst av insekter, men också av små ödlor.

## Status
Artens uppskattade världspopulation är förhållandevis liten, endast knappt 70 000 vuxna individer. I Europa tros det häcka 6 500–6 900 par, ett bestånd som dessutom verkar minska i storlek. Internationella naturvårdsunionen IUCN bedömer dock att den inte är hotad eftersom den har ett relativt stort utbredningsområde och att nedgången i Europa är relativt långsam. Följaktligen placerar de arten i kategorin livskraftig. De minskande antalen i Europa kopplas till hårda vintrar och avskogning liksom sämre utbud av gamla byggnader och av människan skapade grottor som fungerat som skydd för svart stenskvätta mot predatorer.